# Cocceupodidae
Cocceupodidae zijn  een familie van mijten. Bij de familie zijn drie geslachten met circa 25 soorten ingedeeld.